# Holcopogon bubulcellus bubulcellus
Holcopogon bubulcellus bubulcellus é uma subespécie de insetos lepidópteros, mais especificamente de traças, pertencente à família Autostichidae.
A autoridade científica da subespécie é Staudinger, tendo sido descrita no ano de 1859.
Trata-se de uma subespécie presente no território português.